# Sárga anakonda
A sárga anakonda vagy kis anakonda (Eunectes notaeus) az óriáskígyófélék (Boidae) családjába és a valódi boák (Boinae) alcsaládjába tartozó vízi kígyófaj.

## Előfordulása
A zöld anakondánál kisebb, azzal nem átfedő területen él, Bolívia, Nyugat-Brazília, Paraguay, Uruguay és Észak-Argentína lassú folyású folyóiban, mocsarakban, lápterületeken.

## Megjelenése
Az élénk sárga, zöldessárga alapszínen elszórt sötét foltok és csíkok mintája különbözteti meg a világ legnagyobb termetű kígyójától, a kevésbé élénken színezett zöld anakondától (Eunectes murinus). Viselkedése, zömök testfelépítése azonban egyaránt a nagy testvérre emlékeztet. Bár mérete elmarad tőle – általában „csak” 3-4 méter (a rekord 4,6 méter) hosszúra nő – , erőteljes testalkata hatékony vadásszá teszi.

## Életmódja
Habár elsősorban vízben él, kissé többet tartózkodik a szárazföldön, mint a zöld anakonda. Kisebb mérete lehetővé teszi, hogy felkapaszkodjon a fákra is. Az elterjedési területének napi hőmérséklet ingadozása akár 12 Celsius-fok is lehet (nappal 30, éjszaka 18 Celsius-fok). A nappalt a vízben pihenve tölti, éjszaka indul vadászatra. A különböző korú kígyók a méretüknek megfelelően választják ki zsákmányukat, a fiatalok még kisméretű gerincesekre, főleg halakra, míg az idősebbek kisebb kajmánokra, madarakra és közepes nagyságú emlősökre vadásznak.

## Szaporodása
Elevenszülő, rendszerint 4-30 ivadéka lehet, melyek 60–70 cm hosszúak. Egyből önállóvá válva gyorsan növekednek. Négy éves korukban válnak ivaréretté.

## Egyéb
A sárga anakonda kedvelt terráriumi hüllő, annak ellenére, vagy talán éppen azért, mert a természetes vadsága mindig megmarad. Bár nem annyira veszélyes, és valamivel jobban tolerálja a „gazdáját”, mint a zöld anakonda, nem lesz olyan szelíd, mint például a vörösfarkú boa. Száraz, levegős terráriumokban érzi jól magát, ahol kisebb vizes edénnyel is beéri. Fontos, hogy mászólehetőséget is biztosítsunk számára.